# 冼兢
冼兢，JP（1944年8月17日—2003年10月11日），綽號「山雞」，英国籍香港公務員及會計師，曾擔任效率促進組專員。他取得英國合資格會計師資格後加入香港政府任職庫務會計師，及後一直晉升至庫務署助理署長。在1996年1月23日，他獲委任為布政司辦公室效率促進組專員，官至首長級薪級表第四級官員，惟他於2003年10月13日在政務司司長辦公室效率促進組專員任內工作期間昏迷猝死。另外，他亦是業餘网球運動員及教練，曾執教香港青年網球代表隊。

## 早年生涯
冼兢在1944年8月17日於英格兰西米德蘭郡達德利出生。及後，他在英国成為英国皇家特许管理会计师公会的公會會員，因而成為英國合資格會計師。

## 公務員生涯

### 庫務會計師
冼兢在1974年8月獲香港政府庫務署聘任為庫務會計師。在1975年4月，擁有英國合資格會計師身份的他在入職不足半年就獲機會署任高級庫務會計師。及後，他於1976年10月獲確任高級庫務會計師，並成為英国皇家特许管理会计师公会的公會資深會員。然而，他及後更在1978年12月進一步躍升為總庫務會計師，並在1979年2月就獲得確任，成為首長級薪級表第一級官員。最後，他在庫務署再進一級，於1981年4月升任庫務署助理署長，首長級薪級表第二級官員。

### 首席助理財政司
冼兢的優異表現備受港府高層青睞，他於1984年6月至8月首次被借調至布政司署財政科署任首席助理財政司，以處理港府庫務的管理會計工作。其後，他在1985年11月再次署任首席助理財政司，並得以在布政司署財政科留任，於1986年1月確任調職至首席助理財政司。與此同時，港府因其首長級薪級表第三級職級向他頒授官守太平紳士身份，並於1988年1月19日起生效。在首席助理財政司任內，他獲安排出任布政司辦公室效率促進組專員霍文的副手，除協助霍文處理布政司辦公室效率促進組的多項服務研究工作外，亦負責管理參議主任職系的監督工作。在1993年6月至7月及1994年3月至5月，冼兢因霍文休假而獲安排短期署任其職務。及後霍文在1995年11月離任，促使港府將冼兢長期借調至布政司辦公室效率促進組任職。

### 效率促進組專員

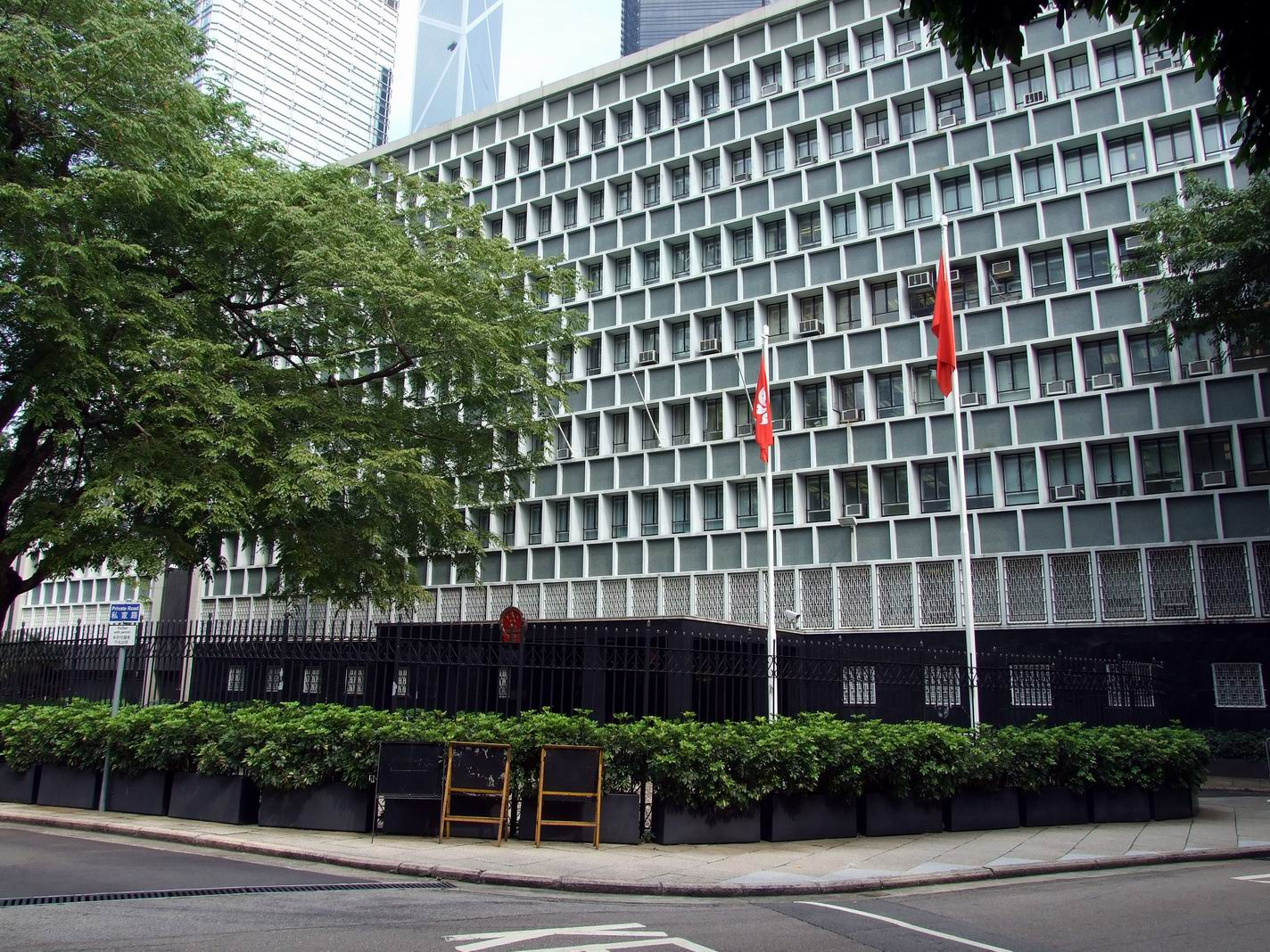
冼兢在1996年1月23日起正式出任布政司辦公室效率促進組專員

港府於1996年1月23日正式以從借調形式委任冼兢出任布政司辦公室效率促進組專員，署任首長級薪級表第四級官員，及後並得以確任。他在上任立即接手霍文掌管時已開始研究的部門重組計劃，將效率促進組及管理參議署合併，務求提昇港府的管理顧問效率與質素。同時，他繼續推行為各部門及公共服務定立服務承諾的工作，並協助香港郵政及機電工程署等部門設立財政自主的營運基金。
在香港主權移交後，冼兢繼續出任政務司司長辦公室效率促進組專員，並針對市民尋找服務的存有困難，提出一站式服務模式以便利市民。及後，他統籌「服務市民計劃」並訂立公共服務的政府管治原則，而效率促進組亦編制多份文件供各部門參考以制定新的服務標準及衡量準則，亦同時加強部門的技術及知識管理以維持服務穩定性。及後，效率促進組及管理參議署完成合併工作，並因此節省三成財政開支及一成職員數量。另外，冼兢亦促成港府改善多項服務以便利營商，而他亦著手檢討港府採購的標準及流程，使業界更易競投政府訂單，同亦為港府降低採購成本。
由於亞洲金融風暴令港府財政惡化，冼兢逐為節省資源，與政務司司長曾蔭權促請各部門首長制定重組和簡化管理架構，並要求各部門在2003年1月提交確實的三個改革建議。他更在消息公佈時力指港府人員架構過分龐大，可以如效率促進組及管理參議署般透過精簡架構提升資源運用效率。為此他亦為全體部門首長舉行大型腦力激盪會議，務求為開源節流產生更多新的觀點和問題解決方法。然而，有關建議在多個部門造成反響，多個部門的職員及職工會均聯署反對港府在精簡架構時操之過急，沒有考慮裁撤職位對公共服務帶來的負面影響。

#### 昏迷猝死
長期患有心臟病及高血壓的冼兢在2003年10月10日於中區政府合署西座的1230室與行政署長黃灝玄等人進行會議時，突然感到不適及呼吸困難而暈倒昏迷。他隨即被送至瑪麗醫院深切治療部搶救，惟延至10月11日早上不治。與他一同合作精簡人手編制的公務員事務局局長王永平為此哀悼，並向其家人致以慰問及盡力協助他們處理事件。冼兢的妻子在10月20日刊登訃告，並告知公務員事務局冼兢並非因公殉職；她為冼兢在10月23日於香港聖約翰座堂舉行葬禮，亦將帛金捐贈予香港癌症基金會。

## 個人生活
冼兢因其英文姓氏山奇（Sankey）而在港府有「山雞」的綽號。他與同在港府任職秘書的法蘭茲卡·瑪莉亞·迪告魯士（Francesca Maria da Cruz）結婚，兩人共育有兩子一女，名為菲臘（Philip）、積臣（Jason）及森瑪花（Samantha）。他為業餘网球運動員及教練，更曾擔任香港18歲以下網球代表隊的教練，並致力爭取香港體育學院興建泥地球場以培訓選手。他的小兒子積臣在他訓練下更曾以香港青年代表身份出席海外國際賽事，及後更成為香港冠軍、入選香港網球代表隊出戰及成為教練。

## 榮譽

### 勳銜
- 官守太平紳士（J.P.）（1988年1月19日）[6]

### 頭銜
- 冼兢，JP（Colin Sankey, JP，1988年1月19日－2003年10月11日）[6]